# 9 novembre
Il 9 novembre è il 313º giorno del calendario gregoriano (il 314º negli anni bisestili). Mancano 52 giorni alla fine dell'anno.

## Eventi
- 63 a.C. – Cicerone pronuncia la Seconda Catilinaria in cui annuncia la fuga di Catilina
- 694 – Durante il XVII Concilio di Toledo, Egica, re dei Visigoti in Spagna, accusa i giudei di aiutare i musulmani, condannando tutti gli ebrei alla schiavitù
- 1046 – A seguito del Terremoto della media valle dell'Adige, si genera l'enorme frana dei Lavini di Marco (Rovereto), citata nel Canto XII dell'Inferno (Divina Commedia) di Dante Alighieri
- 1282 – Papa Martino IV scomunica re Pietro III d'Aragona
- 1313 – Ludovico il Bavaro sconfigge Federico il Bello nella battaglia di Gammelsdorf
- 1492 – Pace di Étaples tra Enrico VII d'Inghilterra e Carlo VIII di Francia
- 1494 – La famiglia Medici viene cacciata per la seconda volta da Firenze
- 1520 – Re Cristiano II di Svezia giustizia circa 100 nobili
- 1541 – La regina Caterina Howard viene confinata nella Torre di Londra
- 1697 – Papa Innocenzo XII fonda la città di Cervia (RA)
- 1729 – Spagna, Francia e Inghilterra firmano il Trattato di Siviglia
- 1794 – 18 Brumaio dell'anno III: a Parigi i Moscardini attaccano i Club dei giacobini.
- 1799 – Colpo di Stato del 18 brumaio: Napoleone Bonaparte va al potere
- 1846 – Papa Pio IX pubblica la lettera enciclica "Qui pluribus", sulle concezioni moderne che avversano la chiesa e la religione
- 1848 – Dopo essere stato arrestato durante le rivolte di Vienna, il leader liberale Robert Blum è giustiziato. L'esecuzione è spesso vista come l'evento simbolico che sancisce il fallimento delle rivoluzioni del 1848 negli Stati tedeschi.
- 1862 – Guerra di secessione americana: il generale unionista Ambrose Burnside assume il comando dell'Armata del Potomac, a seguito della rimozione del generale George McClellan
- 1870 – Mossoró, nel Rio Grande do Norte, diventa città
- 1872 – Grande incendio di Boston
- 1880 – Un grande terremoto colpisce Zagabria, distruggendo la cattedrale
- 1887 – Gli Stati Uniti ottengono i diritti su Pearl Harbor, Hawaii
- 1906 – Theodore Roosevelt diventa il primo presidente degli Stati Uniti in carica a compiere un viaggio ufficiale fuori dal paese, quando si reca a ispezionare i progressi nella costruzione del Canale di Panama
- 1917
  - Italia: il generale Armando Diaz subentra a Luigi Cadorna come capo supremo dell'esercito
  - Unione Sovietica: Stalin entra a far parte del nuovo governo provvisorio (il Consiglio dei commissari del popolo) con l'incarico di occuparsi degli affari delle minoranze etniche
- 1918
  - In Germania viene proclamata la repubblica come nuova forma istituzionale del Reich. Il Kaiser Guglielmo II abdica e sceglie di vivere in esilio nei Paesi Bassi, come risultato della Rivoluzione tedesca. Con lui abdicano tutti i sovrani del Reich
  - Kurt Eisner, ministro-presidente del Consiglio Nazionale Provvisorio, dichiara la Baviera una repubblica
- 1921 – In Italia viene fondato il Partito Nazionale Fascista
- 1923 – Viene represso il tentativo di rivoluzione di Adolf Hitler. Quest'ultimo viene condannato a 5 anni di carcere, ma per una riduzione di pena sconta solo 9 mesi.
- 1932 – Scontri tra socialisti e conservatori in Svizzera; 12 morti e 60 feriti
- 1935 – Il sindacalista statunitense John L. Lewis fonda il sindacato Congress of Industrial Organizations (CIO)
- 1938 – Reichskristallnacht (Notte dei cristalli), pogrom contro gli ebrei in Germania
- 1941 – Battaglia del convoglio Duisburg
- 1943 – Viene creata la United Nations Relief and Rehabilitation Administration, due anni prima della creazione delle Nazioni Unite
- 1944 – Nell'anniversario di fondazione del Partito Nazionale Fascista, viene liberata dagli Alleati la città di Forlì, simbolicamente importante in quanto allora propagandata come "Città del Duce"
- 1953 – La Cambogia ottiene l'indipendenza dalla Francia
- 1963 – In Giappone un'esplosione in una miniera di carbone uccide 458 minatori e ne manda in ospedale altri 839 a causa dell'avvelenamento da monossido di carbonio
- 1965
  - Alle ore 17.45 un black-out colpisce gli Stati Uniti nord-occidentali e ampi territori canadesi, coinvolgendo circa 30 milioni di persone.
  - Roger Allen LaPorte si dà fuoco davanti al Palazzo delle Nazioni Unite per protesta contro la guerra del Vietnam
- 1967 – Primo lancio di un razzo Saturn V con test sulla protezione termica per l'Apollo 4
- 1968 – Nella Comunità economica europea entra in vigore l'accordo sulla libera circolazione dei lavoratori tra i paesi membri.
- 1970 – Guerra del Vietnam: la Corte suprema degli Stati Uniti rifiuta di ascoltare un caso che permetterebbe al Massachusetts di promulgare una sua legge che garantisce ai residenti di rifiutare il servizio militare in una guerra non dichiarata
- 1971 – Tragedia della Meloria: alle prime ore del mattino, nel riquadro di mare antistante la Torre della Meloria, precipita un C-130 della RAF. Perdono la vita 46 paracadutisti italiani della Folgore e i 6 componenti inglesi dell'equipaggio. Nell'ambito delle operazioni per la localizzazione del relitto del velivolo si registra l'ulteriore decesso di un sommozzatore del Col Moschin.
- 1974 – Il terrorista della RAF Holger Meins muore nel Penitenziario di Wittlich in seguito a uno sciopero della fame
- 1987 – Italia: secondo e ultimo giorno di votazioni nel referendum in cui diversi quesiti riguardavano l'energia nucleare
- 1989 – Guerra fredda: cade simbolicamente e fisicamente il Muro di Berlino che divideva in due la città dal 1961
- 1991 – Nei pressi di Culham, il Joint European Torus, il più grande e potente tokamak al mondo s'illumina grazie al primo esperimento di fusione nucleare controllata sulla Terra
- 1993 – Stari Most, il "ponte vecchio" nella parte bosniaca di Mostar, costruito nel 1566, crolla dopo diversi giorni di bombardamento
- 1998
  - Viene ufficialmente abolita la pena di morte nel Regno Unito.
  - Nella più grande causa civile della storia degli Stati Uniti, un giudice federale approva una sentenza che richiede a dozzine di società di brokeraggio di pagare 1,03 miliardi di dollari a investitori imbrogliati sullo schema di fixing del NASDAQ
- 2003
  - Un attacco suicida terroristico a Riad (Arabia Saudita) uccide 17 persone durante il mese sacro del Ramadan
  - Eclissi totale di Luna, inizio totalità ore 2.07, fine ore 2.29, visibile nelle Americhe, in Europa, in Africa, e in Asia centrale
- 2004 – Mozilla Foundation lancia la versione 1.0 del suo browser, Mozilla Firefox
- 2005
  - Dal Cosmodromo di Bajkonur (Kazakistan), l'Agenzia Spaziale Europea lancia la sonda spaziale Venus Express per l'esplorazione di Venere.
  - Una serie di attacchi suicidi terroristici contro tre diversi alberghi ad Amman (Giordania), 60 morti e 115 feriti.
- 2016 – Elezioni presidenziali negli Stati Uniti d'America del 2016: Donald Trump (R) viene eletto presidente degli Stati Uniti d'America con il 46,1% dei voti e il supporto di 304 Grandi elettori

## Nati
Ci sono circa 1 060 voci su persone nate il 9 novembre; vedi la pagina Nati il 9 novembre per un elenco descrittivo o la categoria Nati il 9 novembre per un indice alfabetico.

## Morti
Ci sono circa 500 voci su persone morte il 9 novembre; vedi la pagina Morti il 9 novembre per un elenco descrittivo o la categoria Morti il 9 novembre per un indice alfabetico.

## Feste e ricorrenze

### Civili
Nazionali:
- Austria, Germania e Svizzera - Tag der Erfinder (Giorno degli inventori) (celebrato in questa data in onore del compleanno di Hedy Lamarr)
- Bolivia - Dia de los ñatitas (Giorno dei teschi), locale denominazione del Giorno dei Morti (festività di origine spagnola)
- Cambogia - Independence Day, festa dell'indipendenza
- Germania - Schicksalstag (Giorno del destino), riferito agli eventi accaduti in questo giorno nel 1848, nel 1918, nel 1923, nel 1938 e nel 1989
- Pakistan - Giorno di Allama Iqbal
- Stati Uniti - World Freedom Day (Giornata mondiale della libertà), nella data dell'anniversario della caduta del Muro di Berlino

### Religiose
Cristianesimo:
- Dedicazione della basilica lateranense
- Sant'Agrippino di Napoli, vescovo
- Sant'Elisabetta della Trinità, carmelitana
- Sant'Erfo di Münster
- Sante Eustolia e Sopatra, monache
- San Giorgio di Lodève, vescovo
- San Pabo Post Prydein, re, confessore
- San Teodoro di Roma, martire, venerato a Rastiglione
- Sant'Ursino di Bourges, vescovo
- San Vitone di Verdun, vescovo
- Beato Enrico Hlebowicz, sacerdote e martire
- Beato Francesco Giuseppe Martin Lopez Arroyave, coadiutore salesiano, martire
- Beato Gabriele Ferretti, francescano
- Beato Giorgio Napper, sacerdote e martire
- Beata Giovanna da Signa, vergine
- Beato Graziano da Cattaro, religioso agostiniano
- Beato Ludovico Morbioli, confessore
- Beata María del Carmen González-Ramos (Maria del Carmelo di Gesù Bambino), fondatrice Suore francescane dei Sacri Cuori
- Beata Maria Micaela (Maria de la Salud Baldoví Trull), badessa bernardina, martire
- Beato Monaldo da Capodistria